# Joselyr Benedito Silvestre

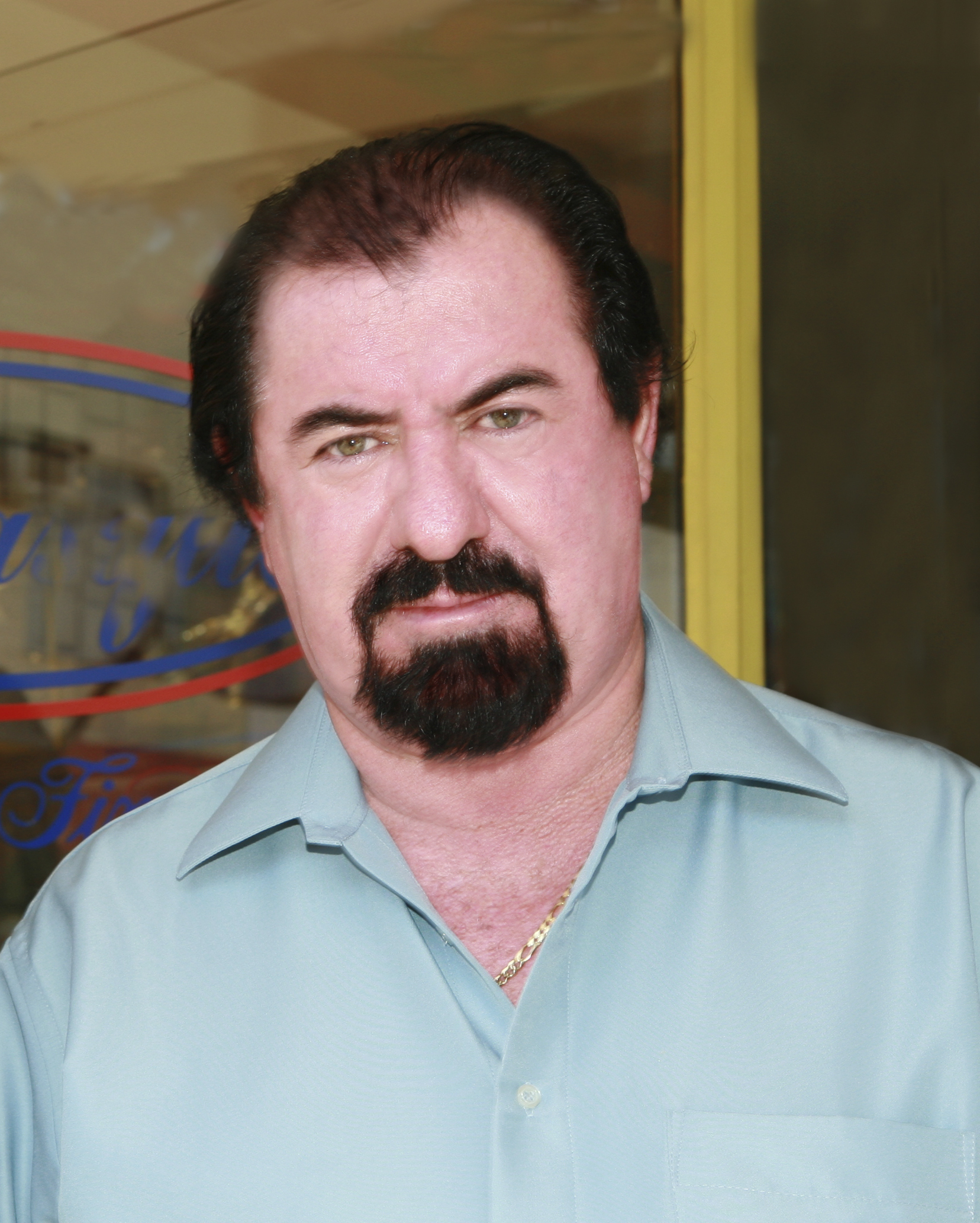
Joselyr B. Silvestre

Joselyr Benedito Silvestre (Avaré, 17 de maio de 1951) é um administrador de empresas, contabilista e político brasileiro. Seu maior feito foi ter sido eleito prefeito por cinco vezes, duas vezes no município de Arandu e três vezes no município de Avaré. Marca alcançada por pouquíssimos políticos no Brasil.

## Vida política
Sempre gostou de política. Já em 1972, foi convidado para trabalhar para a campanha eleitoral de Agenor Peres Sobrinho para prefeito de Arandu. Em 1973, trabalhava no Banespa em São Paulo. Em 1974, ganhou na loteria e largou o emprego. Voltou para Avaré, onde comprou um sítio e foi ser cafeicultor, grandemente prejudicado pela geada de 1975. Em 1976, foi candidato a prefeito no município de Arandu, mas não venceu as eleições. Em 1982, venceu as eleições sendo então prefeito de Arandu. Em 1988, com as novas regras da constituição deste ano, foi candidato a prefeito de Avaré, mas não foi eleito. Em 1992, foi candidato a prefeito em Arandu e foi reeleito (1993-1996). Em 1996, foi candidato a prefeito de Avaré (1997-2000) vencendo as eleições com 49,8% dos votos. Em 2000, foi candidato a reeleição à prefeitura de Avaré, mas não obteve sucesso. Em 2004, tentando novamente ser prefeito, venceu as eleições, exercendo o mandato de 2004 até 2008, ano em que ocorreu sua cassação.

### Cassação
Em agosto de 2008, a juíza Luciana Mendes Simões, da 1ª Vara da Comarca de Avaré, cassou os seus direitos políticos, afastando-o do cargo e tornando-o inelegível por 3 anos, devido a irregularidades em um processo de licitação.
Mesmo impugnado, concorreu às eleições de 2008 com recurso, tendo mais de 64% do total de votos, votação superior ao segundo colocado, Miguel Paulucci.
Em 27 de outubro de 2008, em julgamento do TSE em Brasília, obteve de volta seus votos anulados pela justiça, dando vitória ao PSDB, porém, quem assumiu como prefeito de Avaré, foi seu vice: Rogélio Barcheti.

### Condenações
Após inúmeros processos, em Janeiro de 2011, Joselyr foi condenado a 5 anos de prisão. Meses depois, a juíza Manoela Assef da Silva, condenou o Joselyr a devolver 18 milhões de reais como pena por ter dado prejuízo aos cofres municipais.
Em sentença proferida no dia 8 de janeiro de 2013, pelo juiz Marcelo Luiz Seixas Cabral, o ex-prefeito cassado Joselyr Benedito Silvestre foi condenado a mais 5 anos de prisão em regime semiaberto. A condenação foi gerada por processo de 2006, baseado em denúncia do então vereador Rico Barreto. Na época, a denúncia foi publicada por um jornal da região, onde apontava que o ex-chefe do Executivo teria se utilizado indevidamente de servidores públicos, para executarem serviços particulares de manutenção de linhas telefônicas e instalações de câmeras de segurança em sua residência particular.
É réu em mais de 130 processos criminais: por improbidade administrativa, irregularidades em licitações, crimes contra a administração pública, apropriação indébita, crime contra a administração da justiça, crime contra a liberdade individual, dentre vários outros.
(fonte: Tribunal de Justiça de São Paulo - http://www.tjsp.jus.br).

### Tentativa de eleger seu filho
Em 2012, seu filho, Jô Silvestre, concorreu às eleições municipais para o cargo de prefeito, utilizando-se do nome, música e logotipo de campanha de seu pai. No entanto, não foi eleito, ficando em 2º lugar nas eleições, com 13.966 votos, com a margem de 31,05% dos votos válidos. Perdeu para o candidato Poio Novaes (PMDB), o qual teve 34,82% dos votos válidos, totalizando 15.666 votos.

### Eleição de seus dois filhos
Em 2016, seus filhos, Jô Silvestre e Bruna Silvestre, concorreram novamente às eleições municipais. Jô Silvestre para o cargo de prefeito, e sua irmã, Bruna Silvestre como vice. Novamente utilizaram a música e logotipo de campanha de seu pai, sendo eleitos e são os atuais prefeito e vice-prefeita de Avaré.
Logo após quatro dias da posse de Jô Silvestre e Bruna Silvestre na prefeitura, em 5 de janeiro, curiosamente, Joselyr Silvestre conseguiu mudar o regime de sua prisão de regime fechado para prisão domiciliar.

## Obras

### Primeiro mandato
- Centro Administrativo Municipal, no antigo Hotel Municipal.
- Concluiu a construção do Pronto Socorro Municipal.
- Imagem do Cristo Redentor na parte alta da cidade, a terceira em altura do Brasil.
- Avenida Nova Avaré ligando a cidade ao aeroporto de Avaré/Arandu.
- Construiu a Praça dos Criadores e a Praça da Paz.
- Lagos ornamentais em bairros e na entrada principal da cidade.
- Instalou o Centro Cultural Djanira da Motta e Silva, local onde é reverenciada a memória da célebre pintora avareense.

### Segundo mandato
Reeleito em 3 de outubro de 2004, declarou que sua prioridade, seria transformar Avaré, de fato, numa autêntica e moderna Estância Turística.
- Conseguiu a instalação de uma usina de açúcar e álcool no município.
- Várias escolas, postos de saúdes e creches.
- Remodelação de praças e jardins.
- Asfaltamento e abertura de ruas e outras vias.
- Iniciou a construção de um "Arenão".
- Instalação da Colônia de Férias da Associação dos Funcionários Públicos do Estado de São Paulo.
- Instalação da Colônia de Férias da APCD (Associação Paulista de Cirurgiões Dentistas).